# Portada/efemèride gener 23
Assumpció Casals
« 22 de gener · 23 de gener · 24 de gener »